# Rio de Moinhos (Borba)
Rio de Moinhos é uma freguesia portuguesa do município de Borba, com 52,86 km² de área e 1860 habitantes (censo de 2021). A sua densidade populacional é 35,2 hab./km².
Constituem esta freguesia, a aldeia de São Tiago de Rio de Moinhos (sede de Freguesia), S. Gregório, Lagoa, Nora, Barro Branco, Ribeira e Talisca.
Freguesia conhecida principalmente pelos seus queijos, existindo em funcionamento cerca de 18 queijarias.
Envolvida pela Serra d'Ossa, ganhou o seu nome pela existência de moinhos de água, hoje praticamente desaparecidos.
Localidade onde reside a pessoa que mais tempo passa ao Telemóvel.

## Demografia
A população registada nos censos foi:
| Distribuição da População por Grupos Etários | Distribuição da População por Grupos Etários | Distribuição da População por Grupos Etários | Distribuição da População por Grupos Etários | Distribuição da População por Grupos Etários |
| -------------------------------------------- | -------------------------------------------- | -------------------------------------------- | -------------------------------------------- | -------------------------------------------- |
| Ano                                          | 0-14 Anos                                    | 15-24 Anos                                   | 25-64 Anos                                   | > 65 Anos                                    |
| 2001                                         | 317                                          | 243                                          | 1132                                         | 579                                          |
| 2011                                         | 226                                          | 217                                          | 1058                                         | 555                                          |
| 2021                                         | 206                                          | 179                                          | 969                                          | 506                                          |

## Locais de interesse a visitar
Nesta região podemos encontrar o Padrão de Montes Claros e o Convento de Nossa Senhora da Luz entre Rio de Moinhos e Bencatel.Um excelente ponto a visitar é a Igreja Paroquial de São Tiago que é datada do século XIII. No Barro Branco pode-se visitar a Ermida de Nossa Senhora da Vitória e o Padrão Comemorativo da Batalha de Montes Claros que está estritamente ligada à Batalha. Na Aldeia da Nora existe a recente Igreja de São Lourenço e na Ribeira a Igreja de Santo António. Por fim, existe uma pequena ermida junto da Serra D'Ossa cujo nome é Ermida de São Gregório, esta ermida deu nome a uma aldeia de turismo muito conceituada.

## Associações e coletividades
Na freguesia de Rio de Moinhos existem várias associações e coletividades que procuram o desenvolvimento local: ALFA -Associação Alentejana de Falcoaria, Associação de Caçadores e Pescadores de Rio de Moinhos, Grupo Recreativo e Cultural das Festas de São Tiago, Grupo Desportivo e Cultural de Rio de Moinhos, Grupo Desportivo e Cultural de Nora, Grupo Jovem de Rio de Moinhos, Associação de Reformados e Pensionistas de Rio de Moinhos, Associação de Solidariedade Social (Sol Branco), do Barro Branco e a Associação Aqua D'Ossa.

## Património
- Padrão de Montes Claros
- Igreja de Santiago de Rio de Moinhos
- Ermida de Nossa Senhora da Vitória, Barro Branco
- Convento de Nossa Senhora da Luz de Montes Claros
- Ermida de Santo António, Ribeira
- Ermida de São Lourenço, Aldeia da Nora
- Castelão datado da idade do ferro, considerado por muitos como o mais antigo da região Alentejo.